# 霍尔格·希罗尼穆斯
霍尔格·希罗尼穆斯（德語：Holger Hieronymus，1959年2月22日—），德国前男子足球运动员，场上位置是后卫。他曾代表西德国家队参加1982年国际足联世界杯，结果队伍获得亚军。